# إيه جي إم-45 شرايك
الإيه.جي.إم-45 شرايك (بالإنجليزية: AMG-45 Shrike)‏ هو صاروخ مضاد للرادار أمريكي صمم لتدمير رادارات وسائل الدفاع الجوي. أنتج الصاروخ من عام 1962 إلى 1986 واستبدل بصاروخ إيه جي إم-88 هارم في خدمة القوات الأمريكية عام 1992.

## المستخدمون
ایران
الولايات المتحدة
اسرائیل 
المملكة المتحدة
طور الشرايك بواسطة مركز أسلحة الجو البحرية في كاليفورنيا عام 1958 بتركيب باحث لجسم الصاروخ إيه آي إم-7 سبارو.